# Студиоло д’Эсте

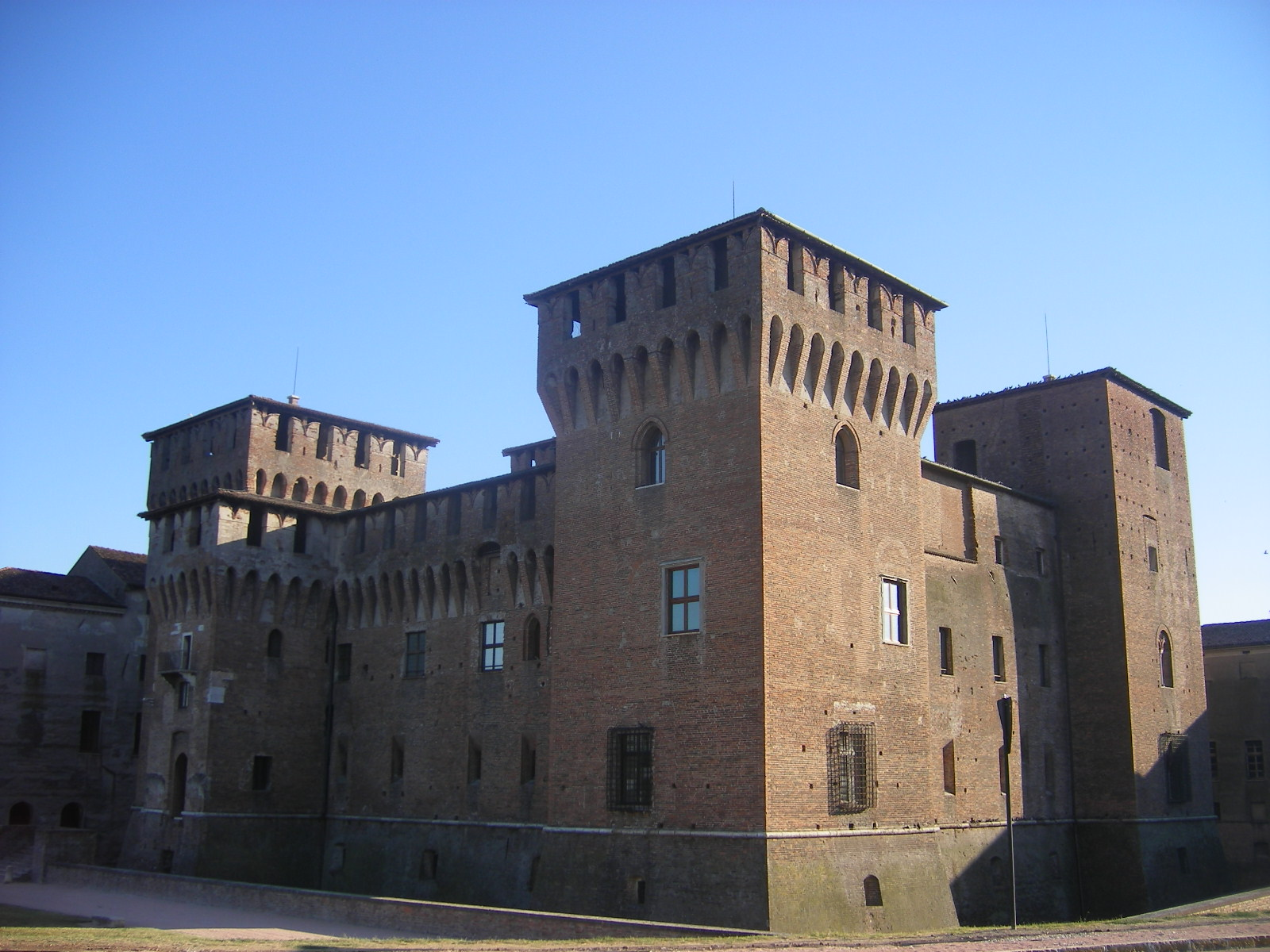
Замок святого Георгия в Мантуе, первое местонахождение коллекции картин Изабеллы д’Эсте

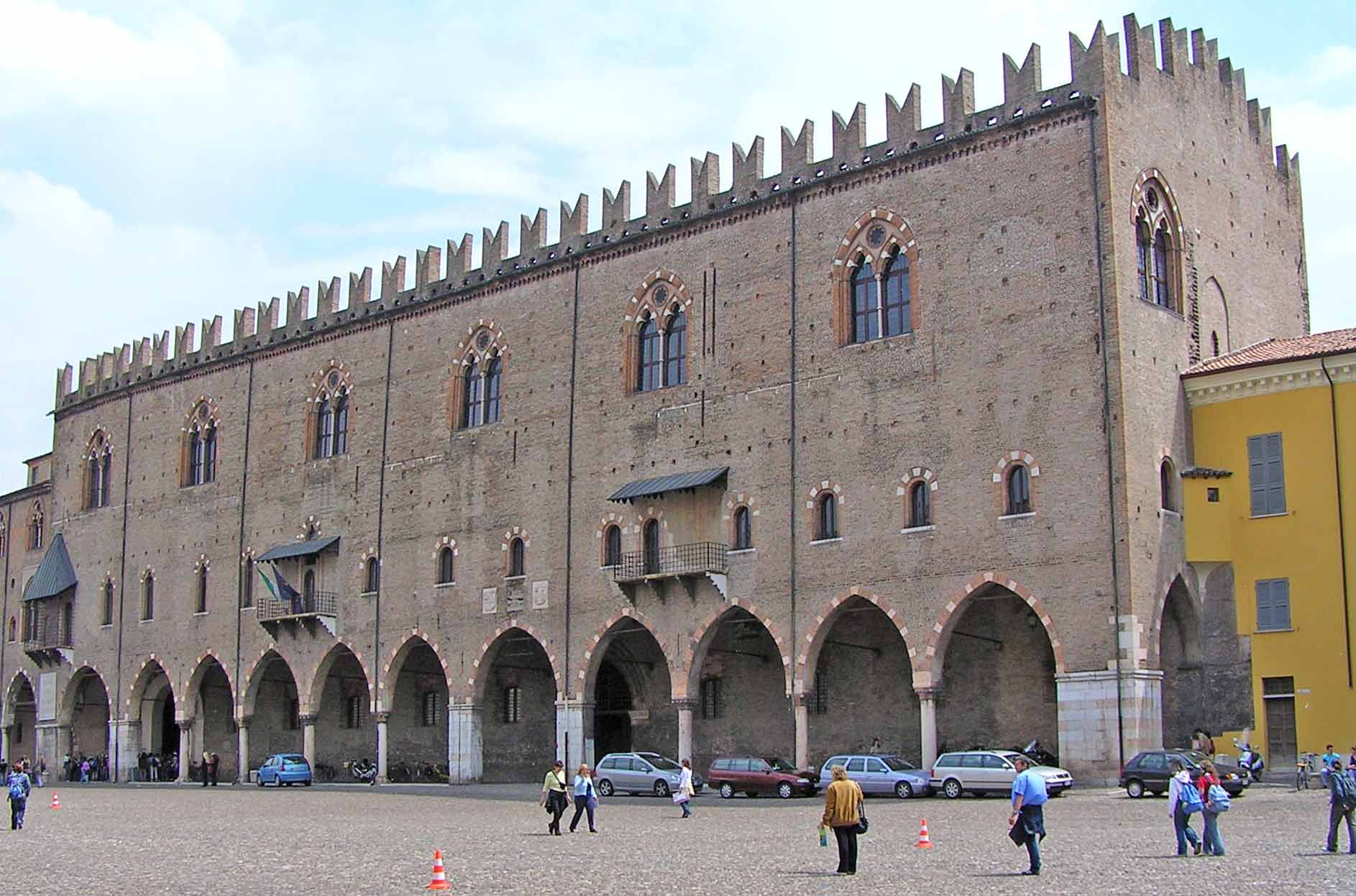
Палаццо Дукале в Мантуе, второе местонахождение коллекции

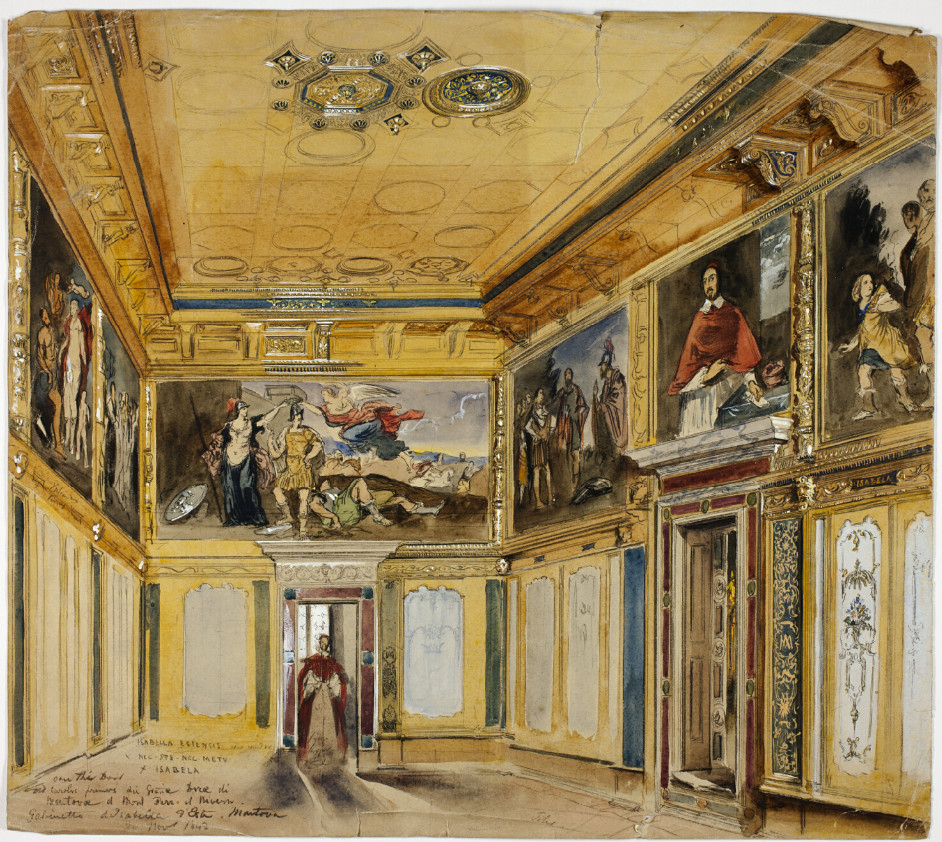
Дж. Нэш. Кабинет Изабеллы д’Эсте в Мантуе. 1842. Акварель, гуашь. Частное собрание

Студиоло д’Эсте, Кабинет Изабеллы д’Эсте (итал. Studiolo di Isabella d'Este) — коллекция картин и других произведений искусства, находившаяся в кабинете (studiolo) мантуанской маркизы Изабеллы д’Эсте, супруги маркиза Мантуи Франческо II Гонзага. Изабелла была страстной собирательницей античных скульптур, монет, медалей и заказчицей живописных картин. Она создала «Студиоло д'Эсте»: апартаменты с коллекцией произведений выдающихся художников эпохи итальянского Возрождения: Андреа Мантеньи, Перуджино, Лоренцо Коста и Корреджо. Маркиза заслужила прозвание «десятая муза», а изображения муз часто присутствовали в посвящённых ей картинах. Уникальная коллекция Изабеллы д’Эсте впоследствии была рассеяна по разным европейским музеям.

## История коллекции
Родившаяся в Ферраре и получившая образование у лучших гуманистов того времени, Изабелла вышла замуж за Франческо II Гонзага в 1490 году в возрасте шестнадцати лет и прибыла в Мантую 12 февраля того же года. Она поселилась в апартаментах на первом этаже замка Сан-Джорджо, недалеко от Камеры дельи Спози Палаццо Дукале (герцогского дворца) в Мантуе, помещения, знаменитого благодаря фрескам падуанского художника Андреа Мантеньи. В её распоряжении были две небольшие комнаты: студиоло («маленькая студия»), расположенная в башне Сан-Никколо, и «гротта» (grotta), комната со сводчатым потолком в нижнем кабинете, где впоследствии были представлены античные медали и монеты, резные камни и скульптура.
Верхнюю комнату маркиза решила оформить картинами. Сначала она поручила эту работу Мантенье, который написал для неё две картины. Но к тому времени они из-за жёсткой, графичной манеры художника уже казались устарелыми, и Изабелла обратилась с просьбой к самым известным живописцам нового поколения. Её письма к Джованни Беллини, Леонардо да Винчи и Франческо Франча остались без внимания. Отозвался Перуджино и прислал одну картину. После смерти Мантеньи в 1506 году должность придворного живописца получил Лоренцо Коста Старший, закончивший оформление студиоло двумя картинами. На протяжении XV—XVI веков студиоло эволюционировало от библиотеки и помещения для личных занятий до небольшого, но ценного художественного музея.
В общей сложности создание художественного ансамбля заняло около двадцати лет. Став полновластной регентшей после смерти супруга в 1519 году, Изабелла переместила свой кабинет в 1522 году на первый этаж «Corte Vecchia» (Старого двора) герцогского дворца. В новых апартаментах, которые вместо двух комнат заняли пять, к коллекции добавились две картины, написанные около 1530 года Корреджо. Просторные помещения позволили расширить коллекцию нумизматики, мебели и других предметов.
В 1627 году герцог Карл I французский выкупил картину Перуджино и обе картины Корреджо у семьи Гонзага, распродававшего семейные собрания. Позднее он подарил картины кардиналу Ришельё. Они украшали замок кардинала. Комната, где находились картины, называлась «Кабинет короля» (Le Cabinet du Roi). Позднее они соединились с королевскими коллекциями Людовика XIV, а после Французской революции они были выставлены в знаменитом Музее Наполеона в Париже. Ныне «Кабинет Изабеллы» — часть коллекции Лувра.

## Особенности заказа и составление коллекций
Украшение студиоло началось в 1497 году. Маркиза заказала несколько картин: «Парнас» (1497) и «Триумф добродетели» (1502) у Андреа Мантеньи, «Битва Любви и Целомудрия» у Перуджино (1505), «Аллегория коронования Изабеллы д’Эсте» (1506) и «Правление бога Комуса» (1511) у Лоренцо Косты. По её замыслу, все пять картин должны были быть одного размера, с одинаковыми по размеру фигурами на переднем плане, освещёнными одним источником естественного света.

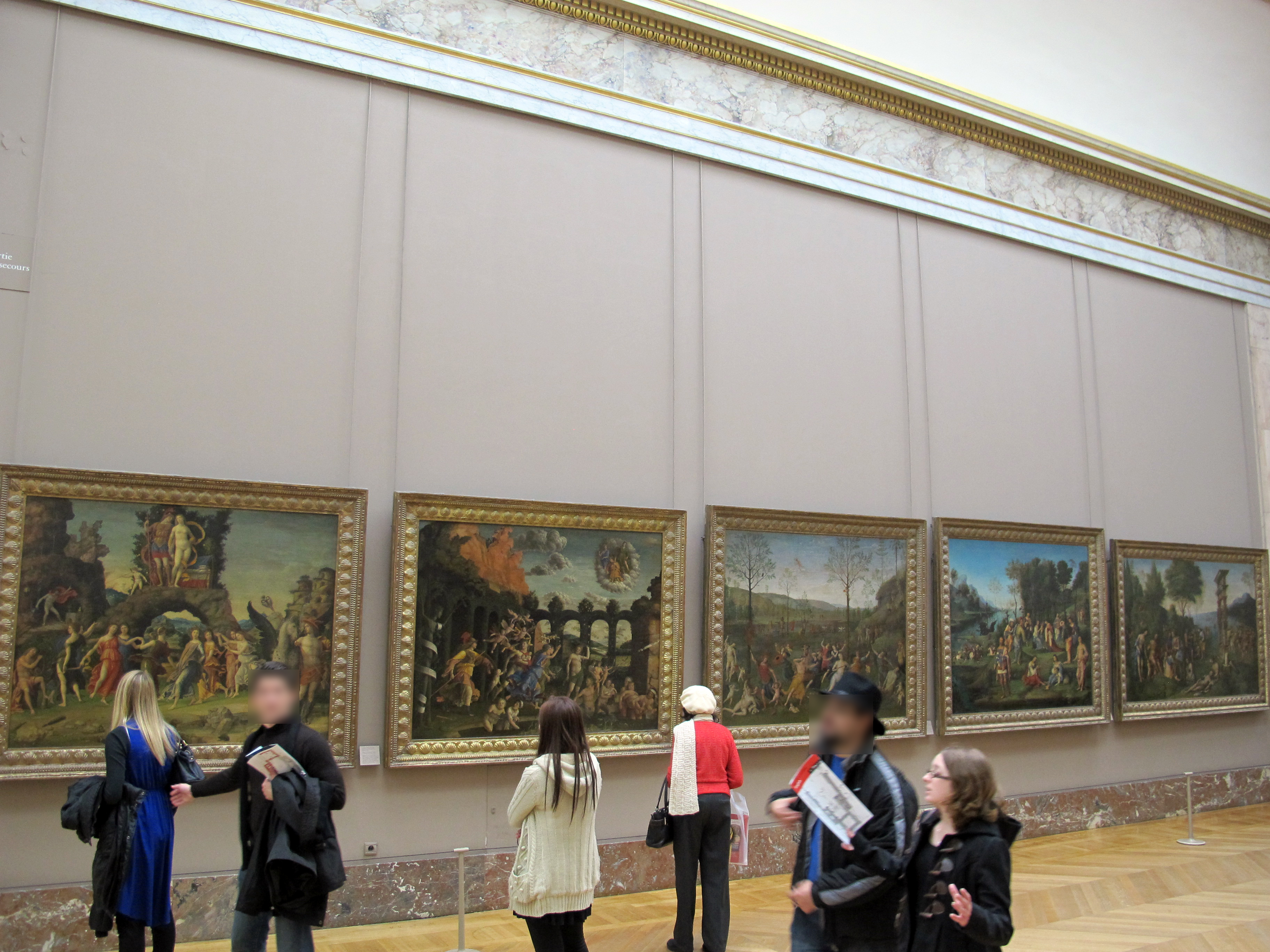
Картины из студиоло д’Эсте, выставленные в Лувре. Слева направо: «Парнас», «Триумф добродетели», «Битва Любви и Целомудрия», «Коронование Изабеллы д’Эсте» и «Правление бога Комуса»

Тема для полотна «Битва Любви и Целомудрия», возможно, была предложена придворным поэтом Изабеллы Париде да Чересара и навеяна поэмой Франческо Петрарки «Триумфы» (хотя из сохранившейся переписки маркизы и художника видно, что Изабелла сама принимала непосредственное участие в разработке замысла картины). Художники часто обращались к поэме Петрарки «Триумфы», написанной в XIV веке на итальянском языке и показывающей в аллегорической форме человеческую жизнь, борьбу против страстей и мимолётность человеческого бытия. Самой любимой их частью был «Триумф любви». Этот сюжет был особо популярен в Тоскане, где его использовали при оформлении подносов и кассоне (мастерская Аполлонио ди Джованни, Либерале да Верона). Также художники черпали вдохновение и в части «Триумф целомудрия», что порой принимало такие формы, как «Похороны Амура» (Анри Лерамбер), или «Триумф чистоты и любви» (Франческо ди Стефано), или же «Битва Любви и Целомудрия».
Мантенья также написал две живописных имитации бронзовых рельефов, которые ещё существовали в 1542 году, но затем пропали.
Заказчица сама разрабатывала программу своего студиоло и ставила жёсткие условия художникам. Так Перуджино, работавшему в то время во Флоренции, для написания картины «Битва Любви и Целомудрия» было предписано изобразить Афину Палладу, Диану, Венеру, Купидона, Аполлона, Дафну, Юпитера, Европу, Меркурия, Цереру, Полифема, Галатею, Плутона, Прозерпину, Нептуна и другие персонажи античной мифологии. Тема, персонажи и их расположение были указаны в нотариальном договоре и включала рисунок, на который художник должен был опираться. Художник мог опустить некоторые второстепенные эпизоды в очень подробной программе, но ему было категорически запрещено добавлять фигуры собственного изобретения или вносить другие существенные изменения.
Когда Перуджино написал обнажённую Венеру вместо одетой маркизы, консультанты, которые постоянно посещали мастерскую художника, передали решительный протест заказчицы. В 1505 году, получив картину, Изабелла не была удовлетворена: она сказала, что ей понравилось бы больше, если бы она была написана маслом, а не темперой вопреки её указаниям.
Изабелле так и не удалось получить картину от Джованни Беллини, который, в 1501 году из-за жёстких условий, поставленных заказчицей, отказался от этой работы. Джорджоне скончался в 1510 году. Леонардо да Винчи, несмотря на неоднократные просьбы, также отказывался. Боттичелли проявил интерес, но по совету Джан Кристофоро Романо и Лоренцо да Павия выбор маркизы пал на Перуджино.
После смерти Мантеньи в 1506 году две картины маркиза заказала новому придворному художнику Лоренцо Коста — «Изабелла д’Эсте в царстве Гармонии (Аллегория коронования Изабеллы д’Эсте)» (Isabella d’Este nel regno di Armonia, 1506, Лувр) и  «Правление бога Комуса» (1511, Лувр), основанные на незаконченных рисунках к двум отвергнутым картинам Андреа Мантеньи.
Около 1531 года к коллекции картин были добавлены две аллегории Корреджо: «Аллегория добродетели» и «Аллегория порока». Сохранился опись 1542 года, позволяющая составить представление об окончательном расположении произведений живописи и внутреннего убранства студиоло. Частью апартаментов был Hortus conclusus («Сад заключённый»), устроенный в 1522 году и оформленный по периметру ионическими колоннами.
Через своих агентов во многих итальянских городах Изабелла д’Эсте сумела приобрести оригиналы греческих скульптур с островов Наксос и Родос, а также фрагменты рельефов Мавзолея в Галикарнасе. Рельеф римского саркофага с изображением Гермеса, ищущего Прозерпину в Аиде, был встроен в стену под окном кабинета. Многие произведения Изабелла приобретала на аукционах, например, драгоценную вазу из оникса поздней античности. Как коллекционер и эгоцентрист, Изабелла, выявляя самые неприятные стороны своего характера, никогда не сомневалась в своих намерениях. Например, она сознательно получила несколько алебастровых голов, украденных из дворца Бентивольо в Болонье, или бесчестно торговалась со старым и больным Мантеньей, чтобы получить выбранные ей произведения из его коллекции, в частности мраморный бюст Фаустины Старшей, который Изабелла купила у придворного живописца в 1506 году за 100 дукатов.
Среди новых произведений выделялся «Амур» работы Микеланджело, произведение, которое сам автор «на спор» выдавал за античное, работы Праксителя. В коллекции Изабеллы также были медали, камеи, среди них знаменитая Камея Гонзага, драгоценные камни, старинные монеты, бюсты, вазы из агата и яшмы, барельефы, инкрустации. Среди статуй выделялись несколько бронзовых изделий Пьера Якопо Алари Бонакольси (Pier Jacopo Alari Bonacolsi), известного как «Древний» (L’Antico), которые воспроизводили известные произведения классической скульптуры, такие как «Геракл и Антей», которые сегодня находятся в Музее истории искусств в Вене. Наконец, здесь хранились простые диковинки (позолоченные клетки, кораллы, часы и «рог единорога») и предметы, к которым маркиза была привязана по личным мотивам.
Небольшой кабинет был вымощен полихромными майоликовыми плитками из мастерской Антонио Федели в Пезаро, купленными Франческо II Гонзага для резиденции Мармироло. Отделённые и рассеянные в последующее время по антиквариям и европейским аукционам, произведения искусства из студиоло Изабеллы теперь находятся во многих итальянских и зарубежных музеях.

## Картины из студиоло д’Эсте, ныне хранящиеся в Лувре

А. Мантенья. Парнас. 1497. Холст, темпера, 159 х 192 см
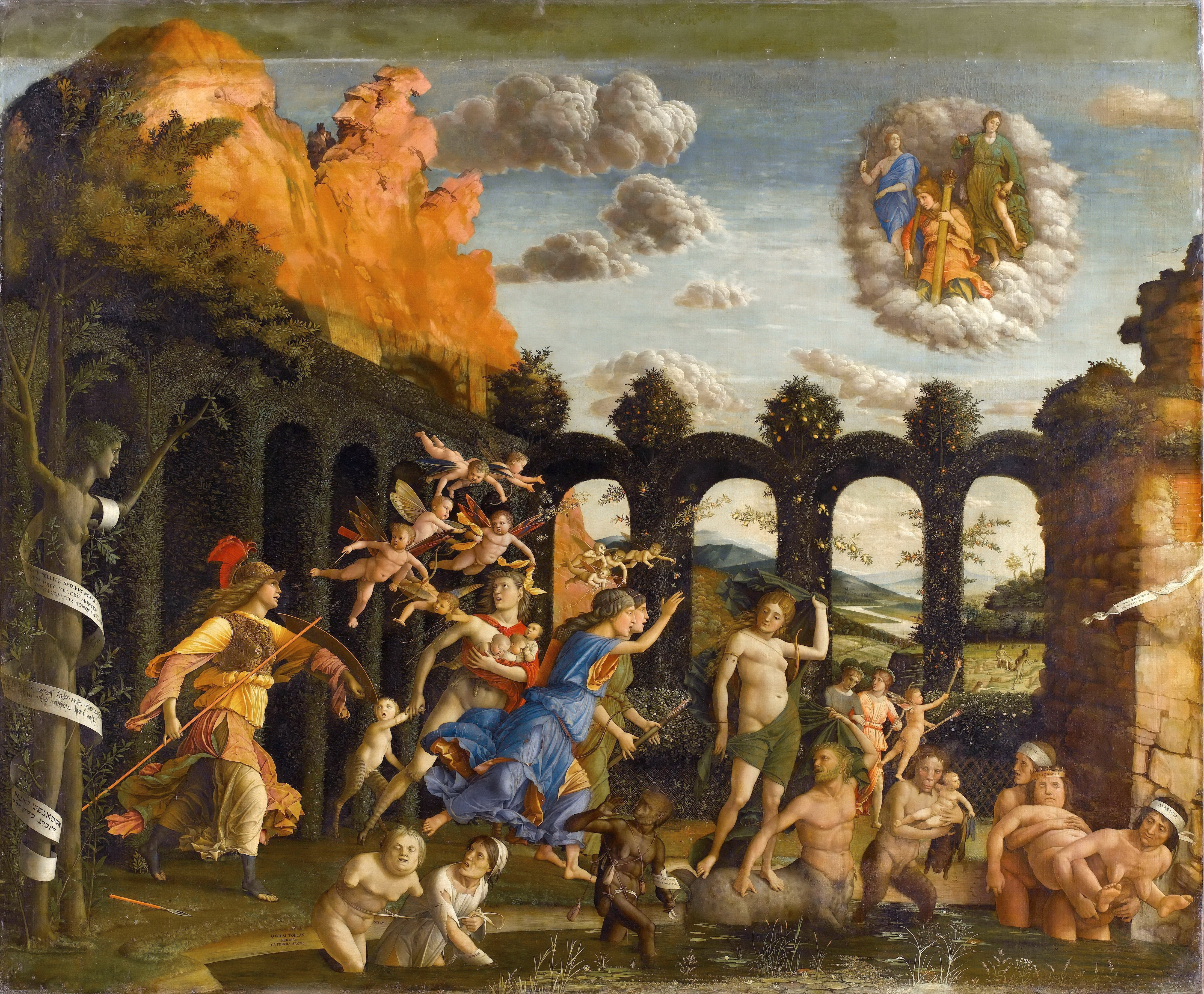
А. Мантенья. Триумф добродетели. 1502. Холст, темпера, 160 х 192 см
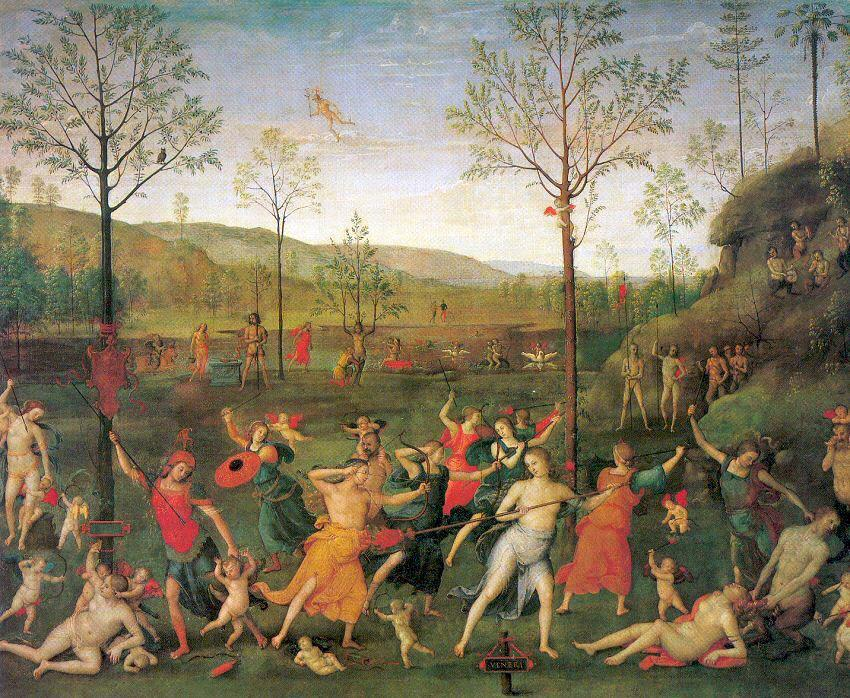
Перуджино. Битва Любви и Целомудрия. 1505. Холст, темпера, 160 х 191 см
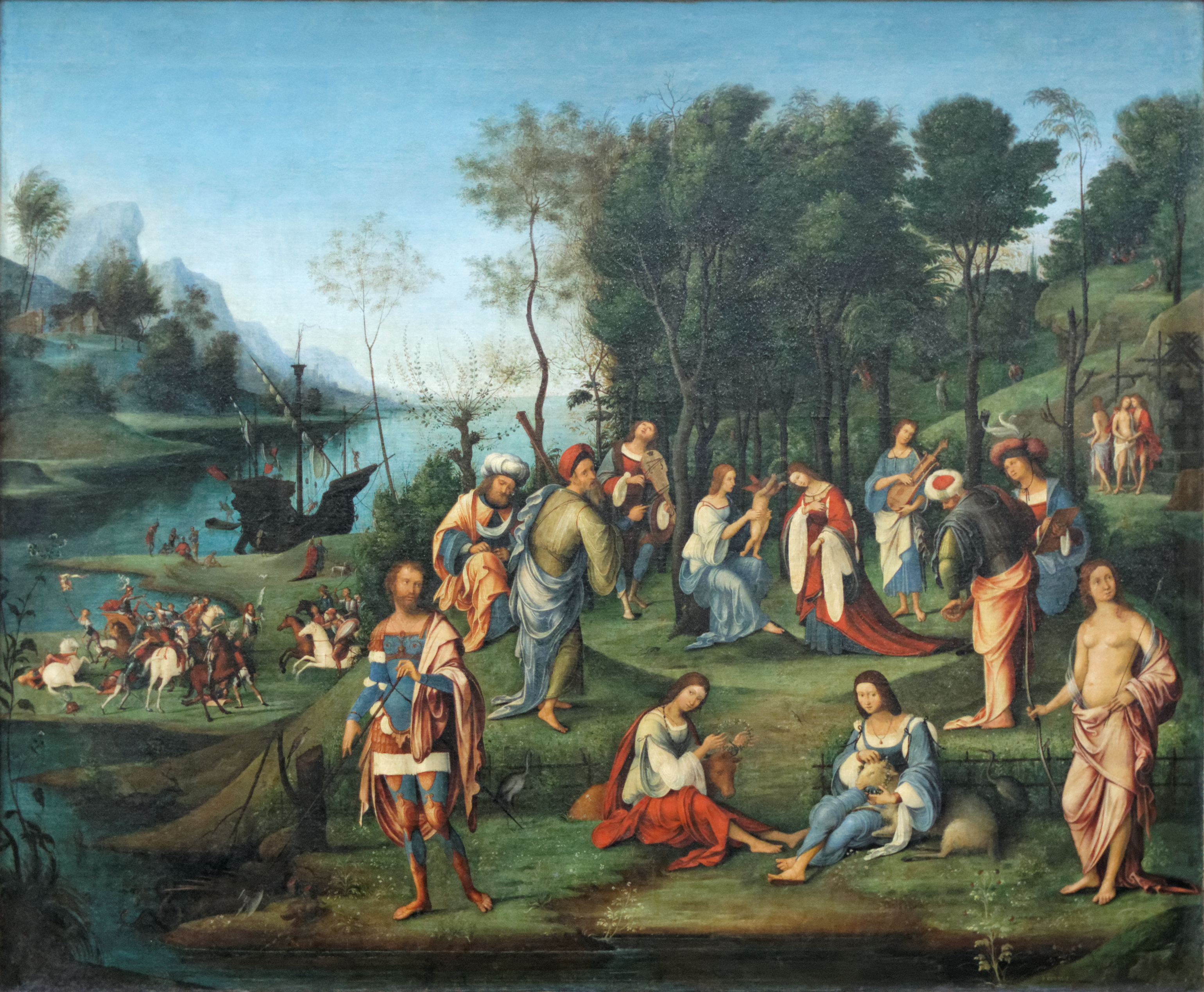
Л. Коста. Изабелла д'Эсте в царстве Гармонии (Аллегория коронования Изабеллы д'Эсте). 1506. Холст, темпера, масло. 165 х 198 см
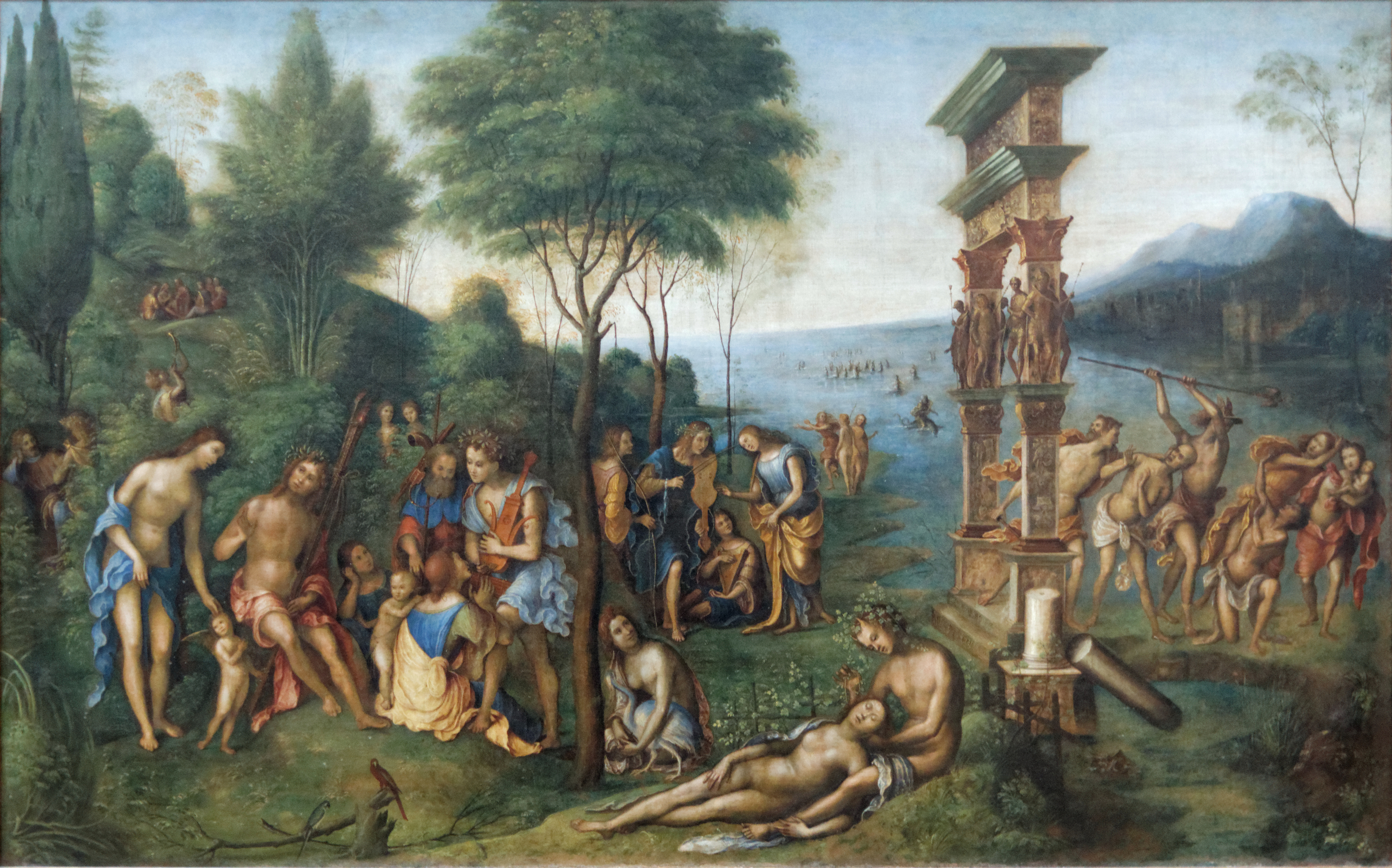
Л. Коста. Правление бога Комуса. 1511. Холст, темпера. 152 х 183 см
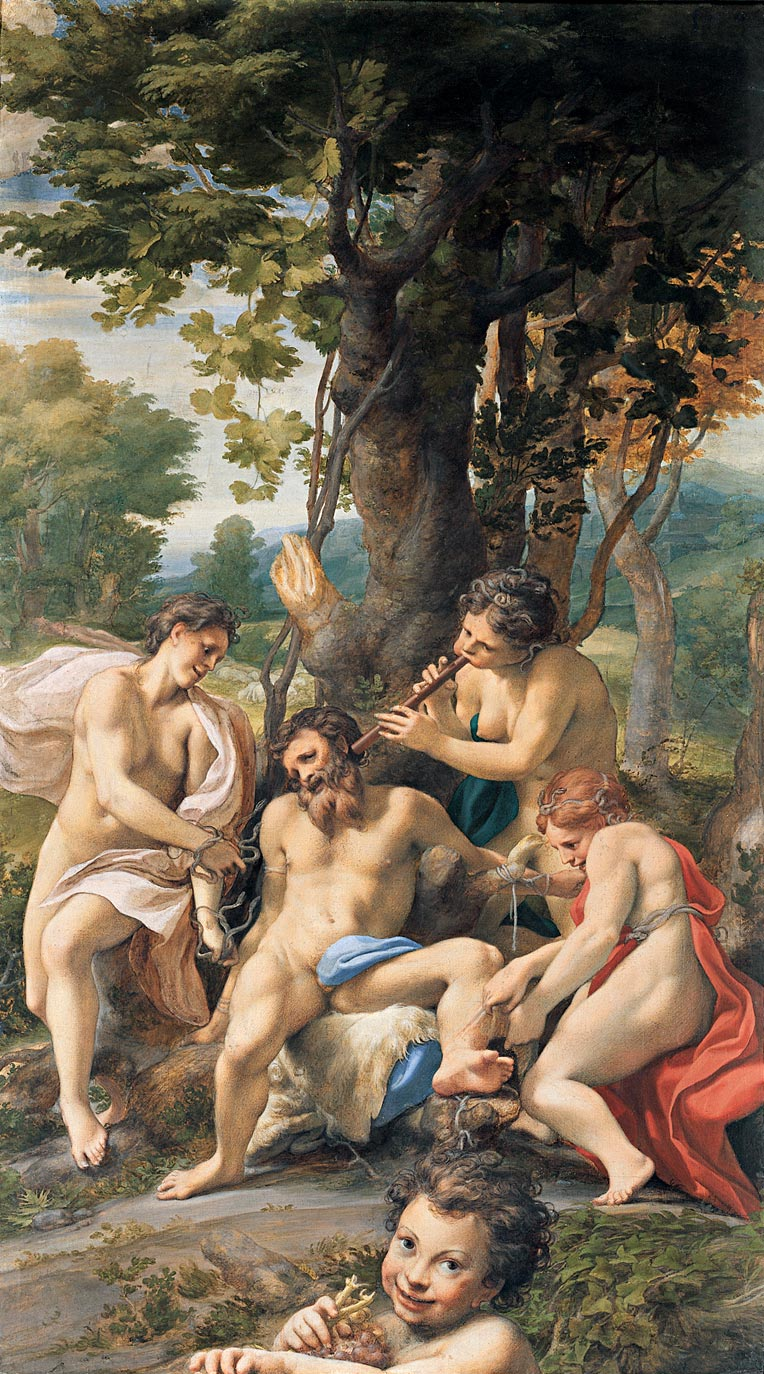
Корреджо. Аллегория порока. 1532—1533. Холст, темпера. 141 х 86 см
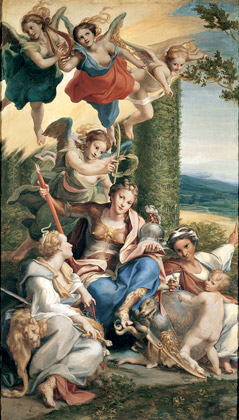
Аллегория добродетелей. 1528—1530. Холст, темпера. 148 х 88 см

## Другие произведения искусства из студиоло д’Эсте

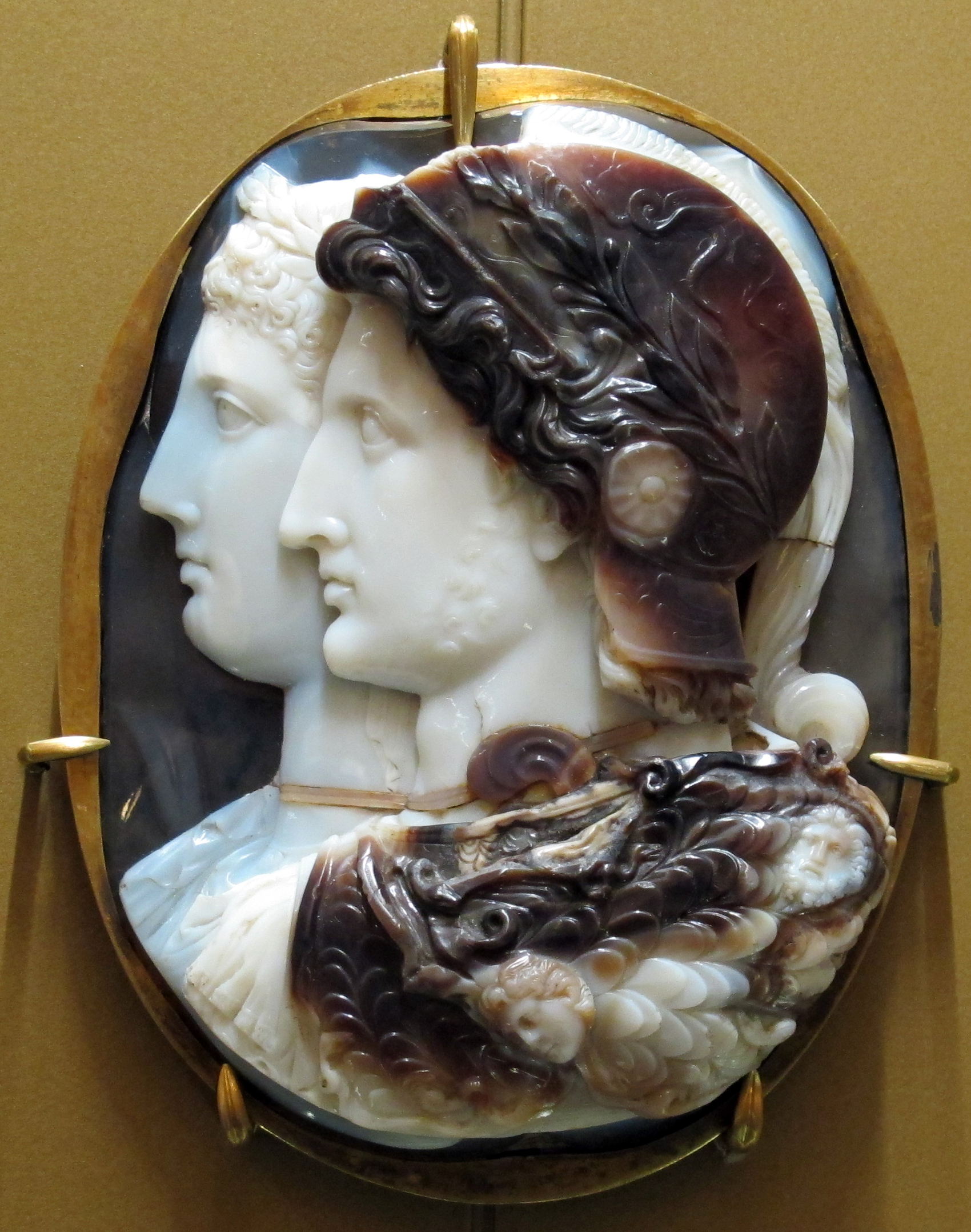
Камея Гонзага. Парный портрет Птолемея Филадельфа и Арсинои II. III в. до н. э. Сардоникс, серебро. 15,7 см × 11,8 см. Государственный Эрмитаж, Санкт-Петербург
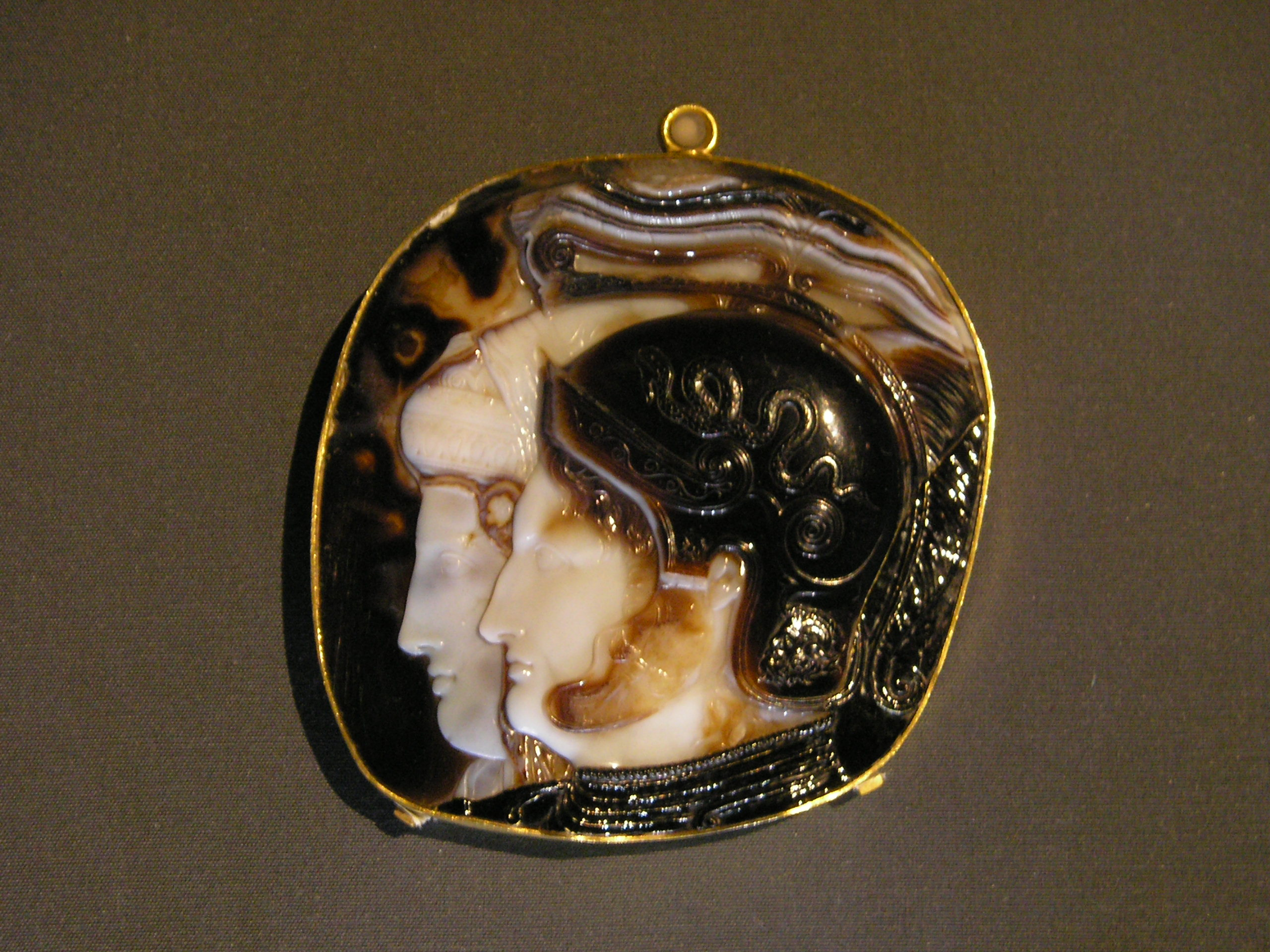
Камея Птолемея. 278—269 г. до н.э. Арабский оникс, золото. Музей истории искусств, Вена
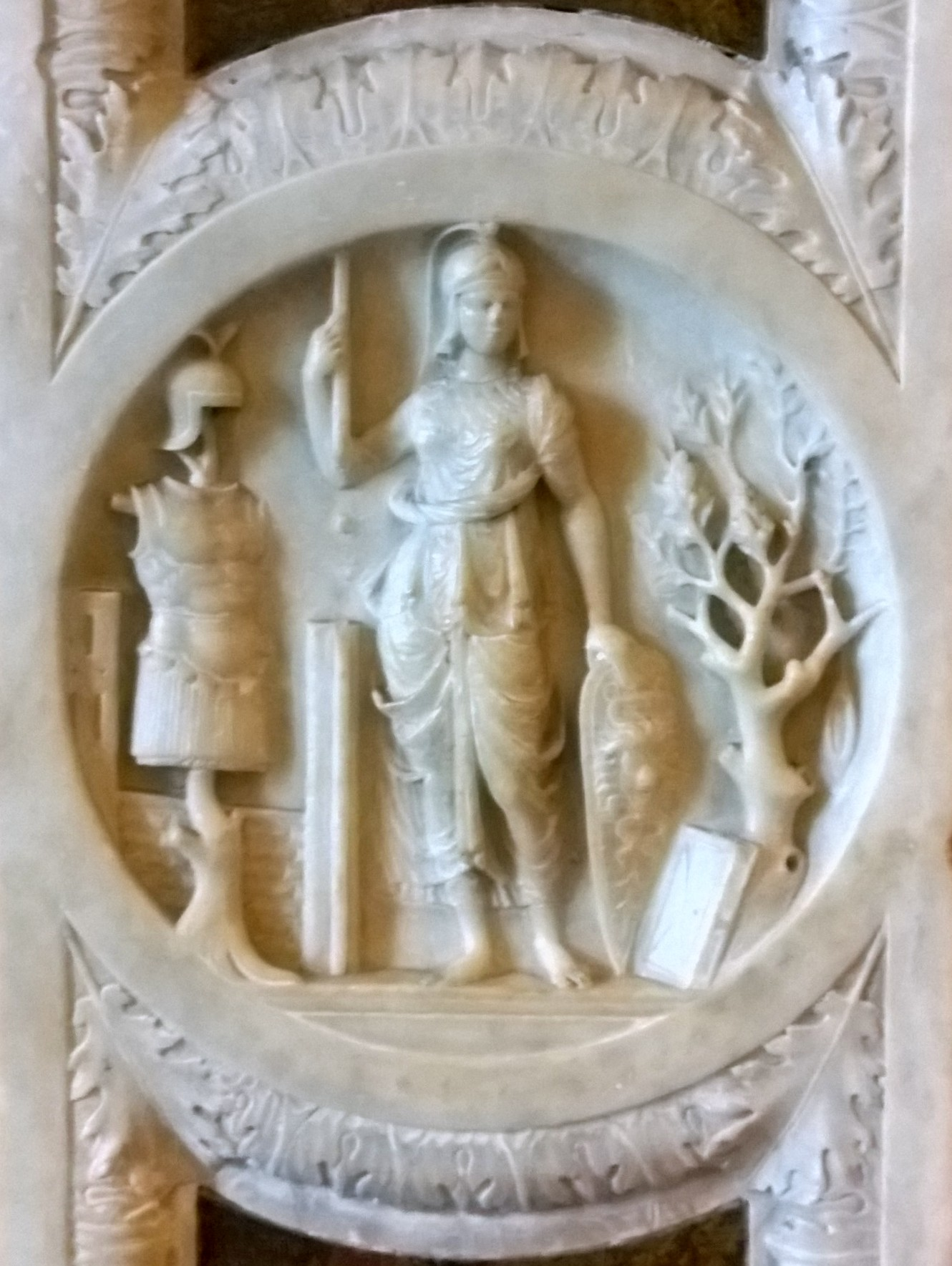
Дж. К. Романо. Минерва. Мрамор. Деталь оформления студиоло
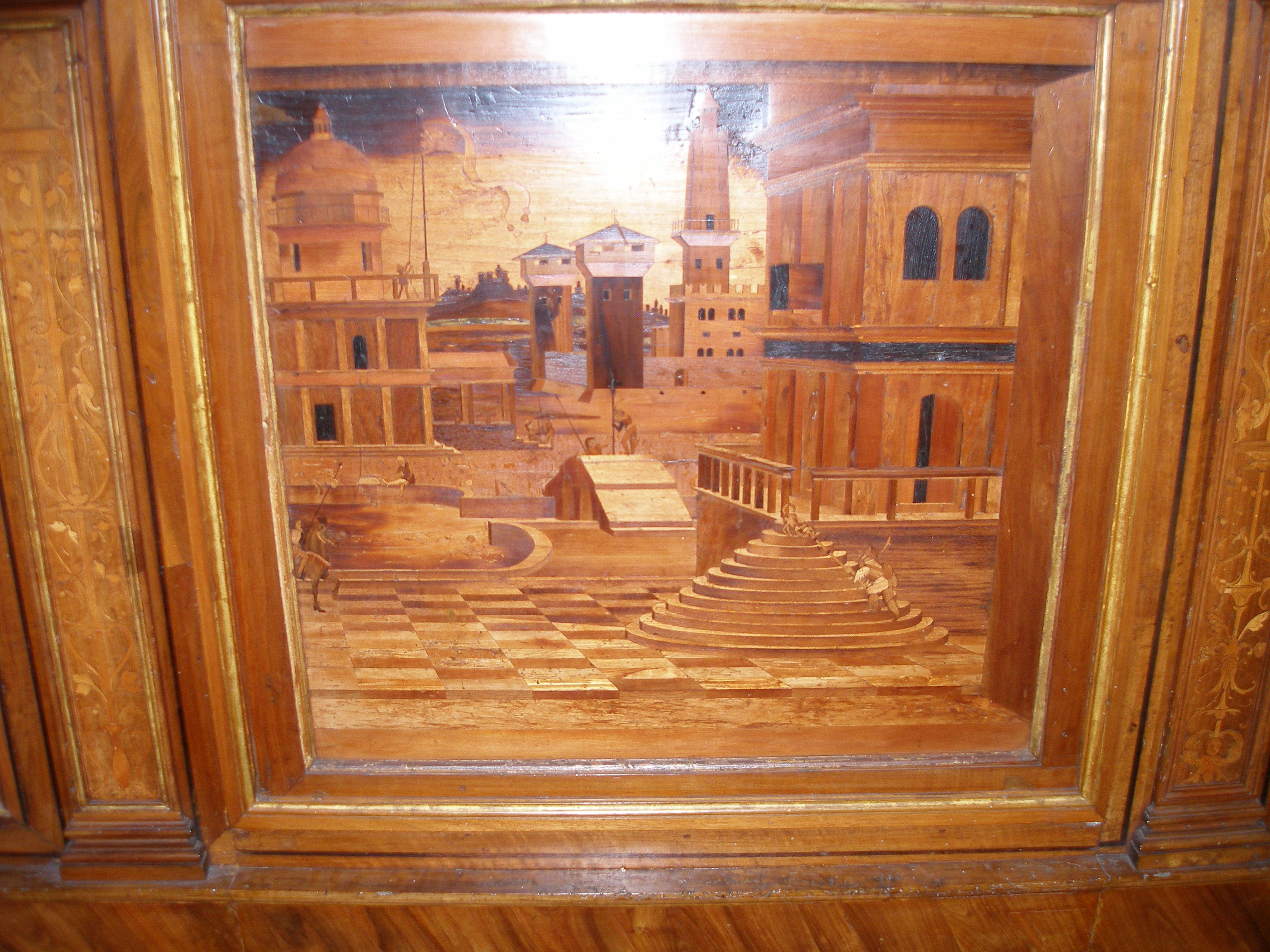
Антонио делла Мола. Интарсия. Деталь оформления «грота» Изабеллы

## В музыке
- Эннио Морриконе. Isabelle d’Este dans Son «Studiolo». Альбом Au Louvre le Plus Grand Musse du Monde